# Rivière Asatawasach
La rivière Asatawasach est un tributaire du réservoir La Grande 3. Ce réservoir se déverse dans la Grande Rivière, laquelle s'écoule sur la rive Est de la baie James. La rivière Asatawasach coule vers le sud-ouest dans la municipalité de Eeyou Istchee Baie-James, dans la région administrative du Nord-du-Québec, au Québec, au Canada.

## Géographie
Les bassins versants voisins de la rivière Asatawasach sont :
- côté nord : réservoir La Grande 3, lac Tilly, rivière Wapusukatinastikw ;
- côté est : réservoir La Grande 4 ;
- côté sud : lac Magin, rivière de la Corvette
- côté ouest : passe Aciskachiwayach, lac Pikwahipanan, réservoir La Grande 3.

## Toponymie
D'origine cri, le toponyme Asatawasach signifie là où il y a une sorte de virage.
Le toponyme rivière Asatawasach a été officialisé le 18 décembre 1986 à la Commission de toponymie du Québec.